# Pfarrkirche Niederwaldkirchen

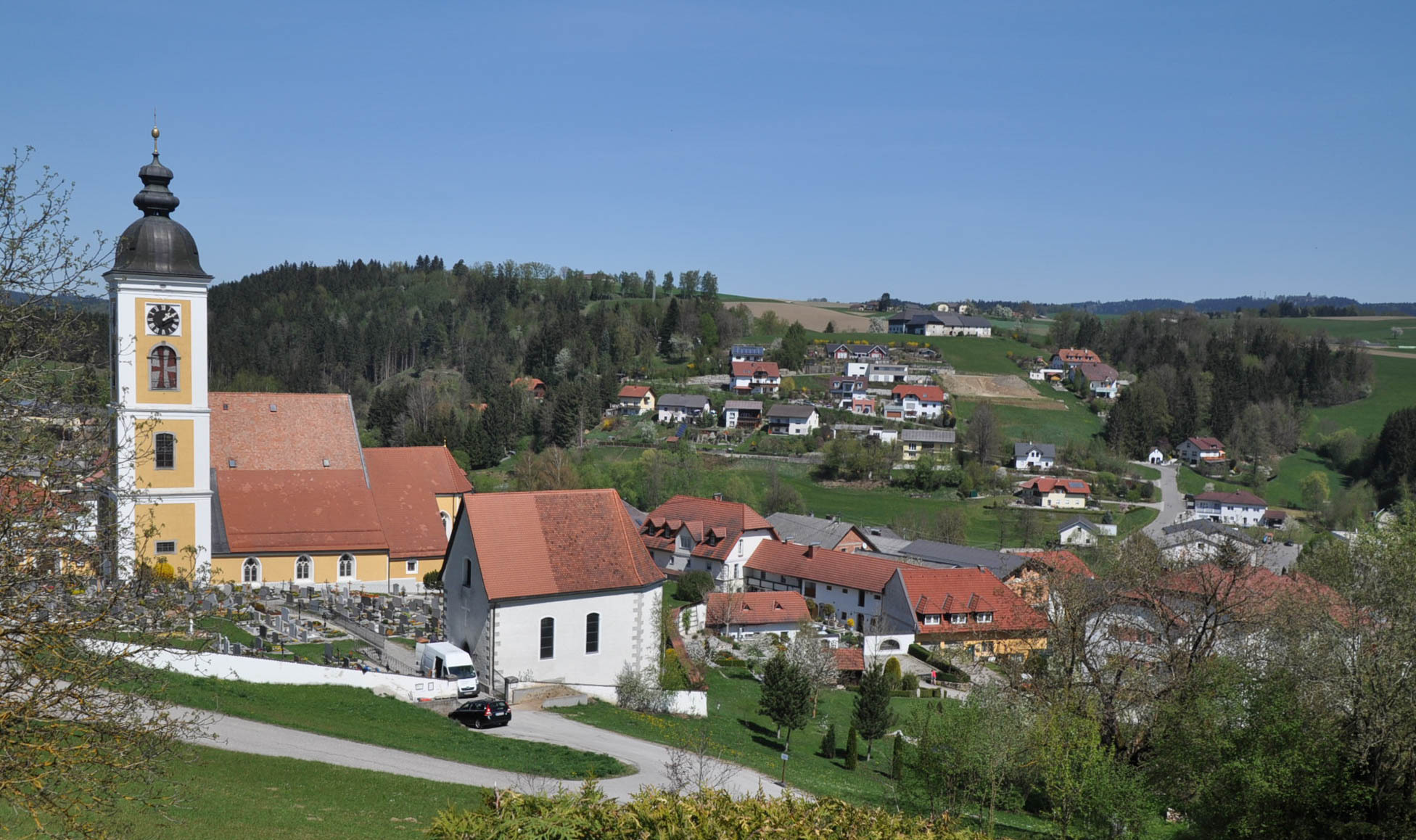
Katholische Pfarrkirche Mariä Himmelfahrt in Niederwaldkirchen

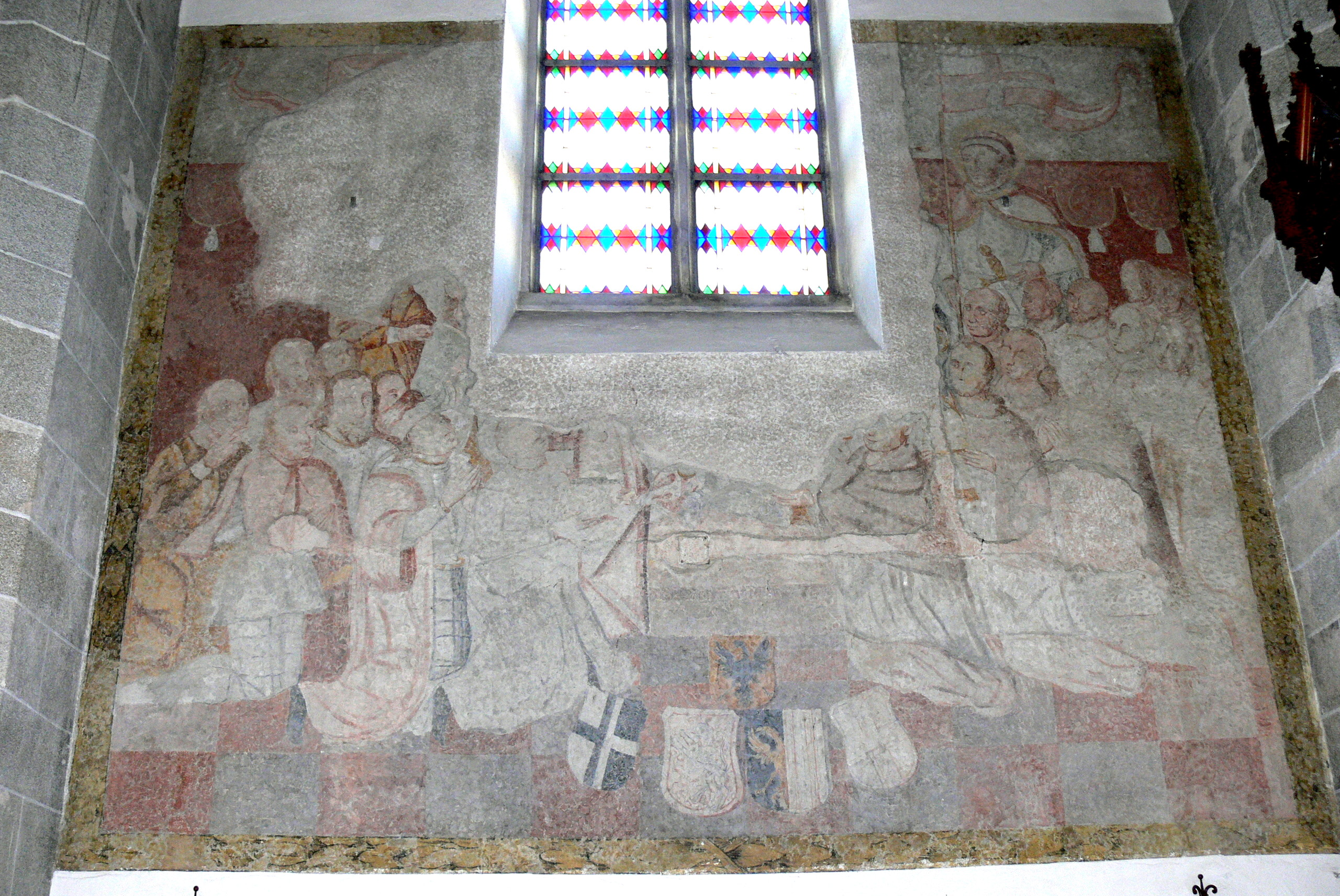
Fresko mit der Eppo-Schenkung

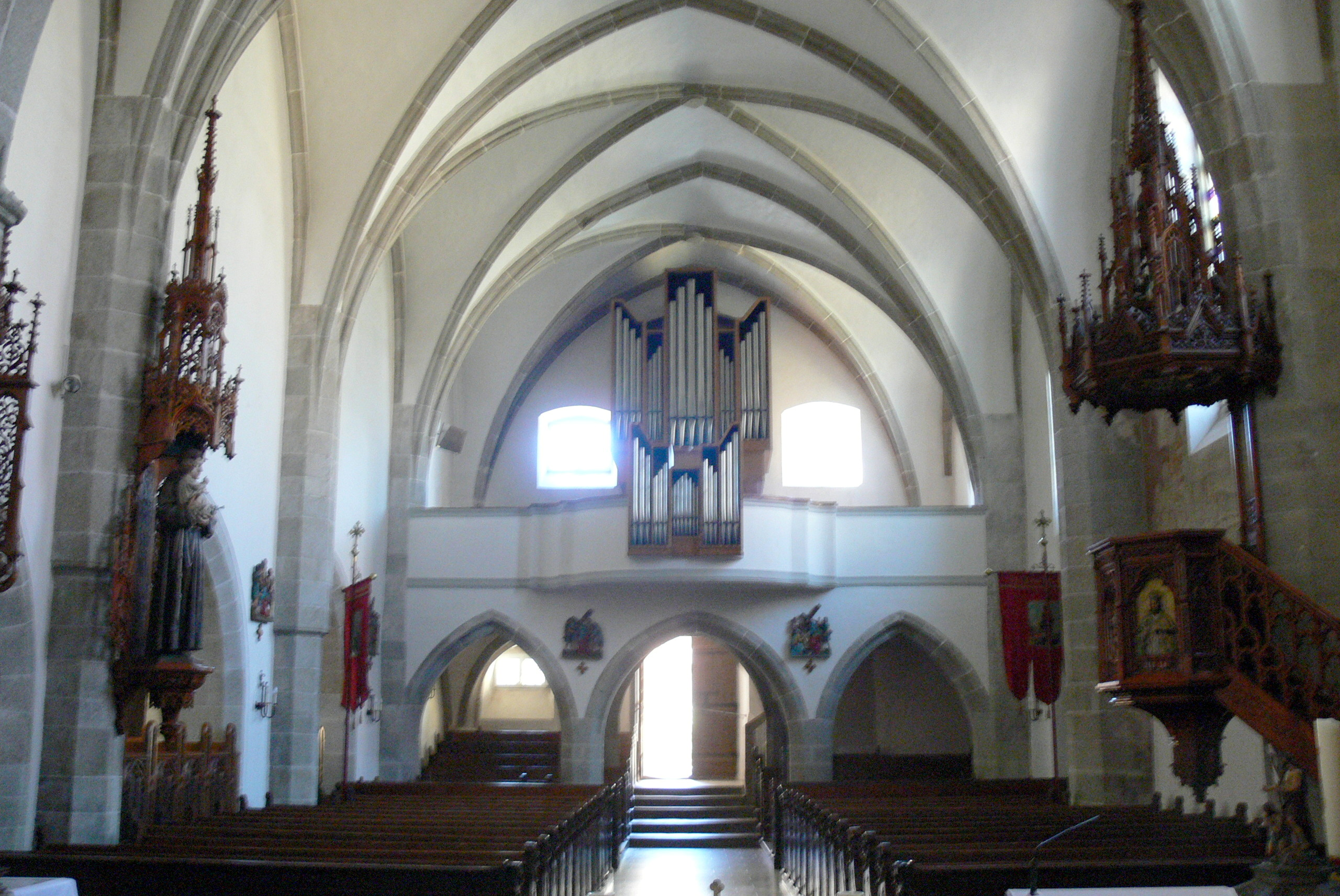
Langhaus, Blick zur Orgelempore

Die römisch-katholische Pfarrkirche Niederwaldkirchen steht an der höchsten Stelle südwestlich im Ort der Marktgemeinde Niederwaldkirchen im Bezirk Rohrbach in Oberösterreich. Die dem Patrozinium Mariä Himmelfahrt unterstellte Pfarrkirche gehört zum Dekanat Altenfelden in der Diözese Linz. Die Kirche steht unter Denkmalschutz (Listeneintrag).

## Geschichte
Ursprünglich wurde die Kirche von Eppo von Windberg als Eigenkirche erbaut und von ihm 1108/1109 dem Stift Sankt Florian übertragen. 1147 wurde eine Kapelle Johannes der Täufer geweiht. 1316 wurde ein Pfarrer genannt und die Pfarre dem Stift Sankt Florian inkorporiert.
Vom romanischen Kirchenbau um 1200 sind die Langhausmauern erhalten. Der gotische Chor entstand in der zweiten Hälfte des 14. Jahrhunderts. Um 1400 bzw. vor 1413 wurden mit Strebepfeilern die Langhausmauern erhöht und das Langhaus geringfügig nach Westen verlängert, wie auch der Südwestturm mit der Blasiuskapelle analog einem Südschiff erbaut. Die Einwölbung vom Langhaus und der Blasiuskapelle und die Verlängerung der Kapelle bis zum Turm und der Bau der Sakristei erfolgten im letzten Viertel des 15. Jahrhunderts. Die Barockisierung des Kirchenäußeren und des gotischen Turmes sowie der Vorhalle vor dem Westportal und die Errichtung eines Ganges nördlich des Langhauses erfolgten 1715 bis 1735 eventuell nach Plänen von Jakob Prandtauer. Die neugotischen Maßwerkfenster in der Blasiuskapelle wurden 1881 eingebaut, im Langhaus und Chor wohl im Anfang des 20. Jahrhunderts. Die Kirche wurde 1906 und 1975 innen sowie 1978/1979 außen restauriert.

## Architektur
Das Kirchenschiff ist eine Pseudobasilika aus dem Hauptschiff und einem später angebauten wesentlich niedrigeren südlichen Seitenschiff.
Die Kirche mit starker Umformung in unterschiedlichen Epochen steht mit der Friedhofskapelle im Süden und einem Torturm im Osten in einem wehrhaft ummauerten Friedhof, nördlich steht ein mächtiger durch hohe Mauern und Nebengebäude umgebener Pfarrhof mit einer Toreinfahrt.
Die Wandmalereien nördlich im zweiten Langhausjoch zeigen die Eppo-Schenkung, wohl 1806 übertüncht und 1975 freigelegt, gestört durch den späteren Einbau eines Fensters. Das rechteckige Bild in gesamter Jochbreite mit einem rahmenden Lorbeerstab zeigt seitlich kniende Kleriker und Adelige, die ehemals wohl thronende Mittelfigur (Eppo?) ist völlig verloren, am Fuß des Thrones sind fünf Wappen dargestellt.
Die Glasfenster im Chor und Langhaus mit geometrisierendem Dekor aus dem Anfang des 20. Jahrhunderts zeigen die Heiligen Augustinus, Paulus und Karl Borromäus und die thronende Maria mit Kind. Die Kapellenfenster im Süden aus 1881 zeigen die figürlichen Darstellungen Betender junger Mann, Medaillons mit Büsten der Heiligen Joachim und Anna sowie ein junges Mädchen im Westen.

## Ausstattung
Der barocke monumentale Hochaltar aus 1722 und 1958 restauriert als mächtiges Säulenretabel hat über einem hohen Gebälk einen Volutenaufsatz mit Engelsfiguren und dahinter einen breiten Auszug, er trägt in der Mittelnische eine thronende Maria mit Kind, eventuell spätgotisch aber stark überfasst, die übrigen Figuren schuf Leonhard Sattler 1722, seitlich Johannes der Täufer und Johannes Evangelist sowie zahlreiche Putten und Engelsköpfe, im Auszug Gottvater auf Wolkenband, von Engeln und Putten umgeben.
Mit Ausnahme des barocken Hochaltars ist die Einrichtung bemerkenswert neugotisch von Josef Untersberger und Josef Kepplinger.
Die Orgel baute Wilhelm Zika 1970.